# Josef M. Lellek
Josef Lellek (* 28. September 1893 in Dometzko, Landkreis Oppeln, Oberschlesien; † 14. April 1965 in Wolfsburg) war ein deutscher Architekt. Er schuf das erste Denkmal für die Opfer des Nationalsozialismus in West-Berlin, das 1953 am Steinplatz in Berlin-Charlottenburg errichtet wurde.

## Leben
Josef Lellek studierte Architektur in Bodenbach/Elbe im damaligen Königreich Böhmen. Im Ersten Weltkrieg geriet er 1915 als Soldat im Artois in französische Gefangenschaft und war ab 1916 in der Schweiz interniert, wo er das Fridericianum Davos besuchte. 1919 kämpfte er auf deutscher Seite während des ersten polnischen Aufstands in Oberschlesien. Als Architekt ging er nach Kattowitz. Dort war er ab 1922 bei der Kattowitzer Aktiengesellschaft für Bergbau und Eisenhüttenbetrieb tätig und leitete ab 1931 das Bau- und Wohnungswesen dieses Unternehmens. 1922 hatte er die Jüdin Rosa Orgler aus Myslowitz geheiratet. Wegen seiner jüdischen Ehefrau wurde er entlassen, nachdem Kattowitz im Zweiten Weltkrieg wieder an Deutschland angegliedert worden war. 1944 wurde Lellek zur Zwangsarbeit dienstverpflichtet und von der Organisation Todt bei Aufräumarbeiten im Mineralölwerk in Rositz eingesetzt. Bei Verlegung des Lagers ins KZ Flossenbürg gelang ihm im April 1945 die Flucht.
Nach Kriegsende und Vertreibung kam er nach Berlin und war wieder als Architekt tätig. Für den Bund der Verfolgten des Naziregimes (BVN) schuf er 1953 aus Steinen der zerstörten Synagoge Fasanenstraße das Mahnmal für die Opfer des Nationalsozialismus am Berliner Steinplatz. Beim Bau des Jüdischen Gemeindehauses 1958/59 diente er als „Kontaktarchitekt“ zwischen Jüdischer Gemeinde und Berliner Senat. Von Lellek stammt auch das 1960 errichtete Denkmal für die jüdischen Opfer des NS-Regimes auf dem Jüdischen Friedhof Heerstraße in Berlin. Auf diesem Friedhof wurde seine 1976 verstorbene Ehefrau begraben.
Lellek war seit 1946 Mitglied im Bund der Verfolgten des Naziregimes (BVN) und gehörte dort dem Bezirksvorstand Berlin-Charlottenburg an. 1950 trat er der Landsmannschaft Schlesien bei und wurde Vorsitzender der Bezirksgruppe Berlin-Charlottenburg sowie stellvertretender Landesvorsitzender.
Sein Sohn war der Politiker Walter E. Lellek.